# أمبيروكسيكام
أمبيروكسيكام Ampiroxicam هو مضاد التهاب لاستيروئيدي وهو طليعة دواء للبيروكسيكام يتميز بتخريش اقل للجهاز الهضمي .

## الصيغة الكيميائية
C20H21N3O7S

## الانحلالية
يذوب في الكحول ولا يذوب في الأسيتون.

## المصدر
1. ↑  Carty TJ, Marfat A, Moore PF, Falkner FC, Twomey TM, Weissman A (يوليو 1993). "Ampiroxicam, an anti-inflammatory agent which is a prodrug of piroxicam". Agents Actions. ج. 39 ع. 3–4: 157–65. DOI:10.1007/BF01998969. PMID:8304243.{{استشهاد بدورية محكمة}}:  صيانة الاستشهاد: أسماء متعددة: قائمة المؤلفين (link)